# IC 1757
IC 1757 ist eine Galaxie im Sternbild Walfisch südlich der Ekliptik. Sie ist schätzungsweise 1 Milliarde Lichtjahre von der Milchstraße entfernt und hat einen Durchmesser von etwa 190.000 Lichtjahren.

Im selben Himmelsareal befinden sich u. a. die Galaxien IC 177 und IC 1756.
Das Objekt wurde von Edward Emerson Barnard entdeckt.